# مسجد المزهرية
جامع المزهرية يقع في شارع البغالة بحى الحسينية بالقرب من باب الفتوح ، أُنشأ في عام 893 هجرية .

## وصفه
يقع هذا الجامع بحي الحسينية على يمين السالك من باب الفتوح إلى شارع البغالة اتجاه حارة البزازة وشعائره كما يقول على مبارك مقامة به وبه حطبة وله منارة. وجاء في الضوء اللامع: كان جامع المزهرية في أول أمره مدرسة، فلما أهملت تحولت إلى مسجد فقط ، فقد كانت المدرسة تتكون من أربعة إيوانات ذات تخطيط متعامد الإيوان الشرقي وبه المحراب والمنبر وعلى جانبيه الشمالي والجنوبي حنيتان مجوفتان ويتقدمه عقد مدبب مرتفع أما سقف الإيوان فمن الخشب المنقوش بنقوش زيتية غاية في الجمال حيث دب التلف إلى كثير من أجزائها.